# Pista libre
Pista Libre fue un programa juvenil de televisión, emitido por TVE entre 1982 y 1985.

## Formato
El programa tuvo tres etapas diferenciadas: 
- Se estrenó en enero de 1982 emitiéndose los sábados por la mañana, una franja horaria que, hasta el momento había estado copada por programas dirigidos al público infantil, como La guagua, 003 y medio o Sabadabada. Con Pista Libre se apuntaba a un público adolescente, de entre 13 y 17 años. En el programa, se emitía un largometraje, al que seguía un cine-club o debate sobre los temas abordados en el mismo con participación de los jóvenes. La fórmula tuvo su origen en el Festival de Cine para la Infancia y la Juventud celebrado el año anterior en la ciudad de Gijón y al que asistió al entonces responsable de programas infantiles y juveniles de TVE, Blanca Álvarez a la que numerosos jóvenes presentes propusieron el diseño de un programa de estas características en la televisión pública.[1] Este formato, en sábados alternos, se compaginaba con el típico de magazine: Reportajes, entrevistas y sobre todo, propuestas para el tiempo libre: arte, deporte, teatro, naturaleza, música, cómics.[2][3] En esta etapa la presentación corrió a cargo de los jóvenes Sandra Sutherland, Izaskun Azurmendi y Rafael Izuzquiza y duró hasta octubre de 1983. En esta etapa el espacio fue pionero en la producción todavía embrionaria de videoclips para grupos pop españoles como Mecano y su tema Perdido en mi habitación.[4]

- El 3 de octubre de 1983 se inició la segunda etapa. Azurmendi abandonó la presentación del programa. Se mantuvieron Rafa Izuzquiza y Sandra Sutherland. En enero de 1984, Izuzquiza fue sustituido por Jesús Mari de la Calle, hermano del realizador del programa Tacho de la Calle. En esta nueva etapa hubo también cambio de horario, ocupándose la tarde de los lunes (a las 19'30) y reduciéndose la duración de dos a una hora. La primera emisión se tituló Ya estaba harto de trabajar los sábados por la mañana.[5] Desapareció la emisión de una película y el programa se centró en monográficos sobre temas de interés para los jóvenes: deportes de riesgo, turismo rural, educación sexual...

- La tercera y última etapa se inició el lunes 7 de enero de 1985. En esta ocasión, se optó por invitar a un personaje relevante al plató, que era sometido a las preguntas de los jóvenes. Esta nueva etapa se inició con una entrevista al entonces Presidente del Gobierno de España Felipe González.[6][7] Otros personajes que pasaron por el programa fueron el atleta José Manuel Abascal o el entonces Presidente del Congreso de los Diputados Gregorio Peces Barba. Se mantuvieron como presentadores Sandra Sutherland y Jesús Mari de la Calle y continuó hasta septiembre de 1985.